# Heizölferrari
Als Heizölferrari (Anspielung auf den Sportwagen-Hersteller Ferrari) werden seit den 1970er Jahren spöttisch Personenkraftwagen bezeichnet, die durch einen Dieselmotor angetrieben werden.
In den 1970er und 1980er Jahren hatten Dieselmotoren eine wesentlich geringere Leistung als Ottomotoren gleichen Hubraums. Klassiker und Inbegriff der Untermotorisierung war der Mercedes-Benz 200 D (W 115) mit einem Leergewicht von fast 1,5 Tonnen und nur 40 kW (55 PS).
Der Begriff Heizöl rührt von der Möglichkeit her, Dieselmotoren mit steuerbegünstigtem Heizöl zu betreiben. Es war bis 1994 mit dem Dieselkraftstoff gleich. Seit den 1970er Jahren muss Heizöl rot eingefärbt sein, um den Missbrauch nachweisbar zu machen. Moderne Dieselmotoren eignen sich nur noch eingeschränkt für die Verwendung von Heizöl. Im Heizöl sind bis zu 1000 mg/kg Schwefel enthalten. Moderne Motoren und nachgeschaltete Abgasreinigung können dadurch dauerhaft beschädigt werden.
Früher waren Pkw mit Dieselmotor vor allem wegen der günstigen Treibstoffkosten und der langen Motorlebensdauer gefragt, was sie gerade als Taxi sehr interessant machte. Dort kam es weniger auf schnelle Beschleunigung und hohe Geschwindigkeit an. In den 1960er Jahren waren Mercedes-Benz und Peugeot einzige Anbieter von Diesel-Pkw in Deutschland, 1972 kam Opel hinzu.